# Beats of Love
Beats of Love est une chanson du groupe belge Nacht und Nebel sortie en 1983. Elle atteint la 3e place du classement national en 1984 et se vend à plus de 150 000 exemplaires.

## Version de Nacht und Nebel
La chanson est écrite par Patrick Marina Nebel, cofondateur du groupe Nacht und Nebel.  
Sorti en Belgique en 1983, il est diffusé à travers l'Europe en 1984 et se vend à 150 000 exemplaires. 
Chris Whitley a enregistré la piste à la guitare. 

### Formats
- Antler 025[2] - 1983 : Beats Of Love / Walk On (Live)
- STD 452[3] - 1984 : Beats Of Love (Single Remix) / Everything Is White
- STD 1202[4] (Maxi) - 1984 : Beats Of Love (Special Remix) / Everything Is White

La version live de Walk On est enregistrée sur Suisse National Radio à Genève le 9 septembre 1983.
Les remix distribués par le label STD sont réalisés par John Tilly.

### Classements
| Classement (1984)                             | Meilleure position |
| --------------------------------------------- | ------------------ |
| Belgique (Ultratop 50 Singles néerlandophone) | 3                  |

| Classement annuel (1984)                     | Meilleure position |
| -------------------------------------------- | ------------------ |
| Belgique (Ultratop 50 annuel néerlandophone) | 15                 |

## Version de Get Ready! & Amanda Lear
En 2002, le boys band belge Get Ready! enregistre une nouvelle version avec Amanda Lear. Produit par Stefaan Fernande chez Virgin Music, la face B contient le titre City.
Il s'agit du deuxième single issu de leur album Incognito après le single Kom Nu Maar. 
On trouve également cette version sur l'album Tendance d'Amanda Lear, sorti en 2003.

### Classement
| Classement (2002)                             | Meilleure position |
| --------------------------------------------- | ------------------ |
| Belgique (Ultratop 50 Singles néerlandophone) | 48                 |

## Autres reprises
Informations issues de SecondHandSongs, sauf mention complémentaire.
- Les Bollock Brothers, sur Mythology (1989),
- La chanteuse Lina, en single (1990),
- The Clement Peerens Explosition reprend le titre en 1995 avec Sarah Bettens sur l'album EP Foorwijf! Le titre ressort sur leur album Vindegij Mijn Gat en 1999[11],
- Le groupe belge 2 Faces, en single (1997),
- Villa sort une reprise avec The New Sins (2010). Le titre se classe à la 38e position du classement Ultratop néerlandophone en Belgique[12] et sera notamment remixé par Mylo[13],
- Hooverphonic interprète la chanson dans le cadre d'un concours pour la VW Beetle (2010)[14],
- Rhythm Junks, sur De laatste plaat - Volume 1 (2012),
- Supermen Lovers, en single et sur l'album Alterations (2014),
- Selah Sue, en single (2020)[15].

### Adaptations en langue étrangère
| Année | Langue      | Titre          | Adaptation                                    | Interprète(s)                                 |
| ----- | ----------- | -------------- | --------------------------------------------- | --------------------------------------------- |
| 1984  | Français    | Gueule d'Amour | Yvan Lacomblez                                | Plastic Bertrand/Scarlet                      |
| 2002  | Néerlandais | Niets dan lof  | Jan Leyers, Frank Vander Linden, Flip Kowlier | Jan Leyers, Frank Vander Linden, Flip Kowlier |
| 2003  | Néerlandais | Dicht bij jou  | Dirk Blanchart                                | De Flandriens                                 |